# Xpertdoc
Xpertdoc Technologies Inc. est une entreprise québécoise qui œuvre dans le secteur des technologies de l'information et de la communication (TIC), offrant une solution informatique pour la production et la gestion automatisées des documents et communications clients. Son siège social est situé à Terrebonne, Québec, au Canada.
L'entreprise se spécialise dans le développement du logiciel de production et de gestion automatisées des documents et communications clients Xpertdoc. Ce logiciel fournit des capacités pour la création, l'édition, l'assemblage, la révision, la production, la distribution, la signature et l'archivage de documents destinés aux clients. Il s'appuie sur les applications de Microsoft, telles que Word, Dynamics CRM, SharePoint et Microsoft Azure,,. Il est principalement destiné aux compagnies de l'industrie de l'assurance, mais peut aussi convenir à celles des secteurs bancaire, financier, manufacturier, immobilier et public.
Francis Dion, président-directeur général, et Eveline d'Orvilliers, vice-présidente, sont les fondateurs de Xpertdoc.

## Technologie
Les applications qui composent la plateforme Xpertdoc sont les Designer de gabarits, Production de documents, Gestionnaire de gabarits, Services de documents, Réviseur textuel, Réviseur visuel, Signature électronique et Contrôleur d'impression. Ces applications sont modulaires.

## Histoire
En 2000, Francis Dion et Eveline d'Orvilliers fondent l'Académie des Processus Inc. Sept ans plus tard, l'entreprise est renommée Xpertdoc Technologies, à la suite de l'arrivée d'un nouveau format de fichier Word, le .docx, introduit par Microsoft en vertu de la norme Office Open XML créée par la compagnie américaine. Elle lance alors Xpertdoc Studio 2007, un outil intégré à Microsoft Word permettant la production automatisée de documents d'affaires. La même année, Xpertdoc devient partenaire de Microsoft certifié or.
En 2009, Xpertdoc reçoit l'appui financier d'investisseurs privés et d'organismes de financement locaux et gouvernementaux ; sa taille double et son marché s'étend au Canada, aux États-Unis, à l'Europe, à l'Asie et au Moyen-Orient. L'entreprise lance le service en ligne Word as a Service. Ce portail web automatise la création de documents d'affaires et convertit les fichiers Word en courriels et au format PDF. Le fondateur et président-directeur général Francis Dion est nommé « personnalité économique de l'année ». L'année suivante, Xpertdoc est nommé au Concours des Octas 2010, un événement annuel organisé par le Réseau Action TI. Sa solution logicielle, développée en collaboration avec la compagnie AON, obtient une nomination dans la catégorie « Solution d'affaires – Progiciels ». Xpertdoc et un groupe d'organismes et de compagnies technologiques de Lanaudière lancent le site web TIenrégion.com. Ce blog magazine pour spécialistes en technologie de l'information vise à promouvoir le travail dans la région lanaudoise et à faire connaître les entreprises qui y sont établies.
En 2012, la réforme de la santé enclenchée aux États-Unis par le président Barack Obama, dans le cadre de la Loi sur la protection des patients et des soins abordables, incite Xpertdoc à développer une solution infonuagique conçue pour répondre au mandat de production de rapports standardisés donné aux compagnies d'assurance santé. Un an plus tard, Xpertdoc repense l'architecture de son logiciel de gestion des communications clients, qu'il programme en HTML 5 pour le rendre compatible avec les appareils mobiles. Sa solution pour Dynamics CRM obtient la certification Microsoft Dynamics. L'entreprise conclut également des partenariats avec l'Insurance Services Office (ISO) et l'American Association of Insurance Services (AAIS), donnant accès à ses clients de l'assurance de dommages aux formulaires standardisés émis par ces organisations américaines,.
En septembre 2013, la firme Strategy Meets Action annonce que Xpertdoc est le lauréat du prix SMA Innovation in Action 2013, dans la catégorie « Solution Providers ». Sa technologie de migration automatisée de formulaires et gabarits patrimoniaux, objet d'une demande de brevet[réf. nécessaire], lui vaut cet honneur. L'entreprise remporte aussi le prix Innovation technologique, décerné lors du Gala du 30e Reflet économique des Moulins. En 2014, Xpertdoc et Adminovate deviennent partenaires d'affaires. Ils offrent aux compagnies d'assurance vie une solution infonuagique qui intègre la plateforme de gestion des communications clients du premier et le système d'administration de polices du deuxième. OneShield s'associe également à l'entreprise québécoise, amenant sur le marché de l'assurance de dommages une offre combinée de logiciels d'administration et de gestion de documents d'assurance. Xpertdoc reçoit le prix XCelent Functionality, octroyé par la firme Celent, pour l'ensemble des fonctionnalités de son logiciel.
En 2015, Xpertdoc est certifié conforme à la norme ISO/CEI 27001:2013 en matière de sécurité de l'information. En novembre, la Société de développement international de Lanaudière (SODIL) lui remet un prix MercadOr, dans la catégorie « Diversification des marchés », pour son expansion internationale. L'entreprise étend son marché dans l'industrie de l'assurance américaine et canadienne,,,.
Au début de l'année 2016, Xpertdoc obtient un brevet américain pour sa technologie de migration automatisée. Son équipe de direction s'agrandit avec l'ajout de trois chefs exécutifs. En août, Xpertdoc remporte le prix Silver, décerné par l'International Association of Microsoft Channel Partners (IAMCP) lors des 2016 Partner Awards, et rejoint l'Enterprise Cloud Alliance de Microsoft. Ayant observé une croissance de 460 % en 5 ans, l'entreprise figure au 148e rang du palmarès PROFIT 500 2016, du magazine Canadian Business ; elle déménage dans un nouvel édifice à Terrebonne.
En 2017, les employé(e)s de Xpertdoc forment une Coopérative de travailleurs actionnaire (CTA), par laquelle ils (elles) possèdent collectivement 16 % du capital de l'entreprise. Sa plateforme de gestion des communications clients intégrée à Microsoft Dynamics CRM est disponible aux organismes gouvernementaux canadiens, dans le cadre de l'arrangement en matière d'approvisionnement portant sur l'achat de licences de logiciels (AAALL). Xpertdoc, au 135e rang du palmarès PROFIT 500 2017, annonce l'obtention d'un financement de 2,3 millions de dollar de BDC Capital.